# Alfombra de Mashhad
La alfombra de Mashhad es un tipo de alfombra persa.
Las alfombras de Mashhad se clasifican en dos grupos: las Mashhad y las Mashhad turkbâf. La turkbâf, como su nombre indica, está realizada con nudo turco por artesanos que emigraron de Tabriz a Mashhad en el siglo XIX. 

## Descripción
Ambos grupos de alfombras llevan el motivo floral denominado islim (« serpiente »). En todo el campo aparecen finas volutas onduladas, de aquí el nombre de serpiente. El medallón central generalmente es redondo.

Los colores son vivos, con predominio del rojo. El borde está formado por dos o tres bandas laterales, bastante estrechas, decoradas con flores, y por una larga banda central adornada con el motivo islim o con flores contenidas en rectángulos o rombos.

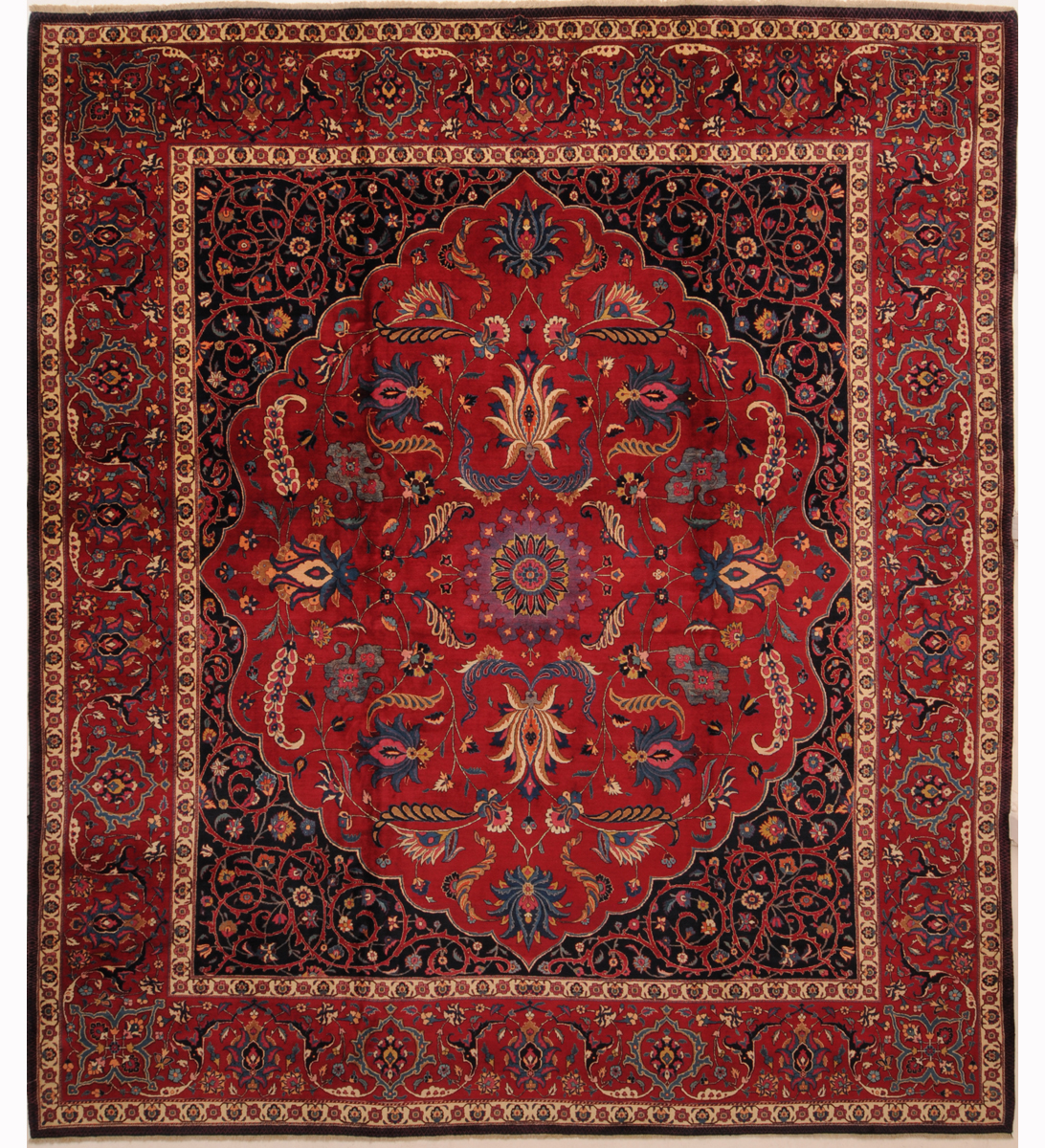
Alfombra antigua del artesano Saber.

- Datos: Q3515495
- Multimedia: Rugs and carpets of Mashhad / Q3515495